# Велимченська сільська рада
| ПІБ                     | Основні відомості                                                                          | Дата обрання | Дата звільнення |
| ----------------------- | ------------------------------------------------------------------------------------------ | ------------ | --------------- |
| Філозоф Василь Іванович | Сільський голова, 1963 року народження, освіта, безпартійний                               | 26.03.2006   | 31.10.2010      |
| Філозоф Василь Іванович | Сільський голова, 1963 року народження, освіта вища, член політичної партії 'Наша Україна' | 31.10.2010   |                 |

| Мова       | Відсоток |
| ---------- | -------- |
| українська | 99,83 %  |
| російська  | 0,14 %   |
| білоруська | 0,03 %   |

| {{{alt}}} | Це незавершена стаття про Волинську область. Ви можете допомогти проєкту, виправивши або дописавши її. |